# بوب هاينز
بوب هاينز (بالإنجليزية: Bob Heinz)‏ هو لاعب كرة قدم أمريكية أمريكي، ولد في 25 يوليو 1947 في ميلواكي في الولايات المتحدة.

## وصلات خارجية
- بوب هاينز على موقع مرجع كرة القدم المحترفة.كوم (الإنجليزية)
- بوب هاينز على موقع IMDb (الإنجليزية)